# Forlana
Forlana – żywy taniec włoski w rytmie na 6/8 lub na 6/4, modny na początku XVII wieku w Wenecji, potem wprowadzony do Francji, gdzie jego rytmy i melodie wyzyskali kompozytorzy oper i baletów